# Таращанка
Тараща́нка (до 1923 року — Княжа-Звягельська, у 1923—29 роках — Велика Княжа) — село в Україні, у Чижівській сільській територіальній громаді Звягельського району Житомирської області. Населення становить 701 осіб.

## Історія
У 1923—25 роках — адміністративний центр Велико-Княжеської сільської ради, у 1941—59 роках — адміністративний центр Таращанської сільської ради Новоград-Волинського району.